# Myrmelastes
Myrmelastes är ett fågelsläkte i familjen myrfåglar inom ordningen tättingar. Släktet omfattar åtta arter som förekommer i Sydamerika:
- Skiffermyrfågel (M. schistaceus)
- Roraimamyrfågel (M. saturatus)
- Blygrå myrfågel (M. hyperythrus)
- Fläckvingad myrfågel (M. leucostigma)
- Humaitámyrfågel (M. humaythae)
- Brunhuvad myrfågel (M. brunneiceps)
- Rostkindad myrfågel (M. rufifacies)
- Cauramyrfågel (M. caurensis)

Tidigare placerades arterna i släktet Myrmeciza (hyperythrus) eller Schistocichla (övriga).